# Parafia św. Józefa w Węgielsztynie
Parafia Rzymskokatolicka pw. św. Józefa w Węgielsztynie przed reformacją należała do archiprezbiteratu sępopolskiego, zaś po reaktywowaniu należy do dekanatu Św. Huberta w Węgorzewie. W okresie 1525 - 1945 istniała tu parafia luterańska.

## Historia
Parafia rzymskokatolicka i kościół parafialny powstały w Węgielsztynie w 1478 roku. Kościół został gruntownie odnowiony i przebudowany w 1771, a wieżę wzniesiono w 1714 roku. Podczas reformacji wierni przeszli na luteranizm. Parafię  kanonicznie reaktywował 5 kwietnia 1962 biskup warmiński Tomasz Wilczyński. Oprócz kościoła parafialnego kult sprawowany jest w kościele filialnym pw. Miłosierdzia Bożego w Perłach oraz w szpitalu w Rudziszkach.
Odpusty w parafii: św. Józefa (1 maja), Narodzenia NMP (8 września) i Miłosierdzia Bożego (2 niedziela wielkanocna).
Do parafii należą następujące miejscowości: Biedaszki, Brzozowo, Dąbrówka Mała, Guja, Klimki, Łęgwarowo, Parowa, Pasternak, Perły, Przystań, Rudziszki, Stawki, Wesołowo, Węgielsztyn.
Od sierpnia 2024 parafia stanowi siedzibę Zespołu Parafialnego, w skład którego wchodzi Parafia Chrystusa Króla w Radziejach.

## Proboszczowie
Proboszczami po 1962 roku byli:
- ks. prał. Józef Pietruszka (1958–1968)
- ks. prał. dr Zbigniew Wieczorkowski (1968–1992)
- ks. kan. mgr Jerzy Katola (1992–2005)
- ks. kan. Ireneusz Szymkiewicz (2005–2007)
- ks. dr Henryk Śmiarowski (2007–2008)
- ks. Aleksander Korczak (2008–2014)
- ks. dr Zbigniew Chmielewski (2014–2020)
- ks. Tomasz Sikorski (2020– )